# Mari Boine

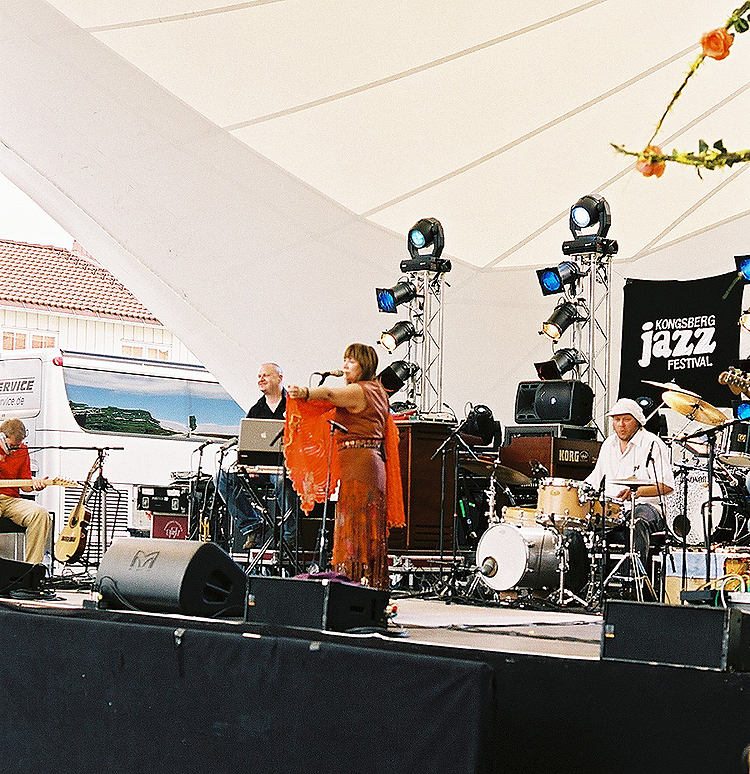
Mari Boine al Kongsberg Jazz Festival (2007).

Mari Boine (nom complet: Mari Boine Persen) és una cantant saami de nacionalitat noruega, nascuda el 8 de novembre de 1956 al Finnmark (Noruega). La seva música s'associa al cant tradicional dels Saami, el joik, amb sons i melodies electroacústiques. La majoria de les seves cançons són en llengua sami septentrional, però el 2017 va publicar el seu primer àlbum en anglès, See the woman.

## Discografia
- 1985. Jaskatvuođa maŋŋá
- 1989. Gula Gula
- 1991. Salmer på veien hjem
- 1993. Goaskinviellja
- 1994. Leahkastin
- 1996. Eallin
- 1998. Bálvvoslatjna
- 2001. Eight Seasons
- 2001. Mari Boine Remixed
- 2001. Winter in Moscow
- 2006. Iddjagieđas
- 2009. Čuovgga Áirras/Sterna Paradisea
- 2013. Gilve gollát
- 2017. See the woman